# Фройнд, Питер Джордж Оливер
Питер Джордж Оливер Фройнд (англ. Peter George Oliver Freund; 7 сентября 1936, Тимишоара, Румыния — 6 марта 2018, Чикаго, США) — американский физик-теоретик и писатель.

## Биография
Питер Фройнд родился в румынской Тимишоаре в состоятельной еврейской семье. Его отец был врачом, а мать — оперной певицей. Местному еврейскому сообществу удалось выжить во время Холокоста благодаря подкупу должностных лиц. В послевоенное время юный Питер участвовал в антисоветском движении и даже арестовывался во время студенческой демонстрации в 1956 году. В 1959 году семья Фройндов покинула Румынию. Питер поступил в аспирантуру Венского университета, где в следующем году под руководством Вальтера Тирринга защитил докторскую диссертацию по физике элементарных частиц. После коротких периодов работы в Венском и Женевском университетах в 1962 году Фройнд устроился в Чикагском университете, где в 1965 году получил постоянную позицию и проработал до конца своей жизни.
Научные работы Фройнда в основном посвящены квантовой теории поля и физике элементарных частиц, большое внимание в них уделяется развитию математической структуры теории. В 1960-е годы он внёс значительный вклад в разработку формализма правил сумм конечных энергий (англ. finite-energy sum rules) и дуальных резонансных моделей, которые являются предшественниками теории струн. Его публикации, посвящённые магнитным монополям, топологическим особенностям калибровочных полей и аксиальным аномалиям в теории гравитации, способствовали пониманию роли топологии в физике частиц. Фройнд быстро оценил значение идеи суперсимметрии и посвятил ей ряд своих работ. В 1980 году вместе с Марком Рубиным он разработал метод компактификации, который позволяет уменьшить количество измерений в теории за счёт взаимодействия между гравитацией и калибровочными полями, описываемыми антисимметричными тензорами (компактификация Фройнда — Рубина). Этот подход широко используется в теориях супергравитации и AdS/CFT-соответствия. В ряде статей, написанных в 1980-е годы совместно с Эдвардом Виттеном и другими коллегами, Фройнд исследовал возможность использования p-адических чисел в теории струн.
Фройнд имел славу хорошего рассказчика и любил рассказывать истории из своей жизни и жизни других учёных. Многие из этих историй были опубликованы им в книге «Страсть к открытию» (англ. A Passion for Discovery, 2007). Позже он опубликовал ещё несколько книг художественной прозы. Кроме того, учёный увлекался музыкой и даже пел баритоном в кружке любителей оперы.
Жена Фройнда Люси была клиническим психологом, у них было две дочери и пять внуков.

## Избранные публикации
Книги
- Freund P.G.O. Introduction to Supersymmetry. — Cambridge University Press, 1988.
- Superstrings / ed. P.G.O. Freund. — Springer, 1988.
- Freund P. A Passion for Discovery. — World Scientific, 2007.
- Freund P. West of West End. — Spuyten Duyvil, 2008.
- Freund P. Tales in a Minor Key. — CreateSpace, 2012.

Основные статьи
- Freund P.G.O. Finite-Energy Sum Rules and Bootstraps // Physical Review Letters. — 1968. — Vol. 20, № 5. — P. 235-237. — doi:10.1103/PhysRevLett.20.235.
- Arafune J., Freund P.G.O., Goebel C.J. Topology of Higgs fields // Journal of Mathematical Physics. — 1975. — Vol. 16, № 2. — P. 433-437. — doi:10.1063/1.522518.
- Cho Y.M., Freund P.G.O. Non-Abelian gauge fields as Nambu-Goldstone fields // Physical Review D. — 1975. — Vol. 12, № 6. — P. 1711-1720. — doi:10.1103/PhysRevD.12.1711.
- Freund P.G.O., Kaplansky I. Simple supersymmetries // Journal of Mathematical Physics. — 1976. — Vol. 17, № 2. — P. 228-231. — doi:10.1063/1.522885.
- Eguchi T., Freund P.G.O. Quantum Gravity and World Topology // Physical Review Letters. — 1976. — Vol. 37, № 19. — P. 1251-1254. — doi:10.1103/PhysRevLett.37.1251.
- Freund P.G.O., Rubin M.A. Dynamics of dimensional reduction // Physics Letters B. — 1980. — Vol. 97, № 2. — P. 233-235. — doi:10.1016/0370-2693(80)90590-0.
- Freund P.G.O. Kaluza-Klein cosmologies // Nuclear Physics B. — 1982. — Vol. 209, № 1. — P. 146-156. — doi:10.1016/0550-3213(82)90106-7.
- Freund P.G.O. Superstrings from 26 dimensions? // Physics Letters B. — 1985. — Vol. 151, № 5-6. — P. 387-390. — doi:10.1016/0370-2693(85)91660-0.
- Freund P.G.O., Witten E. Adelic string amplitudes // Physics Letters B. — 1987. — Vol. 199, № 2. — P. 191-194. — doi:10.1016/0370-2693(87)91357-8.
- Brekke L., Freund P.G.O., Olson M., Witten E. Non-archimedean string dynamics // Nuclear Physics B. — 1988. — Vol. 302, № 3. — P. 365-402. — doi:10.1016/0550-3213(88)90207-6.
- Brekke L., Freund P.G.O. p-adic numbers in physics // Physics Reports. — 1993. — Vol. 233, № 1. — P. 1-66. — doi:10.1016/0370-1573(93)90043-D.